# Telepathy Shōjo Ran Jiken Note
Telepathy Shōjo Ran Jiken Note (japanisch テレパシー少女「蘭」事件ノート Terepashī Shōjo „Ran“ Jiken Nōto, deutsch ‚Telepathiemädchen-‚Ran‘-Zwischenfall-Notizen‘) ist eine Romanreihe der japanischen Autorin Atsuko Asano, die erstmals am 15. März 1999 erschien. Die Handlung wurde sowohl als Manga-Reihe als auch als Anime-Fernsehserie adaptiert.

## Handlung
Das freundliche und aufgeschlossene Mädchen Ran wird im ersten Jahr an der Oberschule mit ihren übernatürlichen Fähigkeiten vertraut gemacht. Dabei macht sie sich zunehmend Sorgen, dass ihre Kräfte einen schlechten Einfluss auf die Menschen haben könnten, die mit ihr in Kontakt kommen. Doch bald kann Ran sich mit ihren Fähigkeiten arrangieren und versucht sowohl ihre Familie als auch ihre Freunde zu unterstützen. Begleitet von Rui findet sich Ran immer wieder im Zentrum mysteriöser Umstände wieder und muss einsehen, dass die Lösung ihrer Probleme häufig nur mit der Hilfe von Midori, einem anderen Mädchen mit übernatürlichen Kräften, möglich ist.

## Entstehung und Veröffentlichungen
Die Romanreihe wurde von Atsuko Asano geschrieben und von Kodansha herausgegeben. Die erste Ausgabe erschien am 15. März 1999 und die neunte und letzte am 16. Juni 2008.
- Bd. 1: ISBN 4-06-148501-6, 15. März 1999
- Bd. 2: ISBN 4-06-148535-0, 15. Juni 2000
- Bd. 3: ISBN 4-06-148562-8, 15. Juni 2001
- Bd. 4: ISBN 4-06-148576-8, 15. Februar 2002
- Bd. 5: ISBN 4-06-148607-1, 14. Februar 2003
- Bd. 6: ISBN 4-06-148641-1, 15. Februar 2004
- Bd. 7: ISBN 4-06-148676-4, 15. Februar 2005
- Bd. 8: ISBN 4-06-148719-1, 15. März 2006
- Bd. 9: ISBN 978-4-06-285036-0, 15. Juli 2008

## Adaptionen

### Manga
Die Buchreihe wurde von Zeichner Toshitsugu Iida als eine Manga-Reihe mit dem Titel Telepathy Shōjo Ran (テレパシー少女「蘭」) adaptiert, die im Magazin Shōnen Sirius veröffentlicht wurde. Der Verlag Kodansha veröffentlichte die Kapitel in acht Zusammenfassungen als Tankōbon.
- Bd. 1: ISBN 4-06-373004-2, 22. Dezember 2005 (ねらわれた街 前編)
- Bd. 2: ISBN 4-06-373017-4, 23. März 2006 (ねらわれた街 後編)
- Bd. 3: ISBN 4-06-373044-1, 13. Oktober 2006 (闇からのささやき 前編)
- Bd. 4: ISBN 978-4-06-373052-4, 23. Januar 2007 (闇からのささやき 後編)
- Bd. 5: ISBN 978-4-06-373107-1, 21. März 2008 (私の中に何かがいる 前編)
- Bd. 6: ISBN 978-4-06-373108-8, 21. März 2008 (私の中に何かがいる 後編)
- Bd. 7: ISBN 978-4-06-373133-0, 22. September 2008 (ゴースト館の謎)
- Bd. 8: ISBN 978-4-06-373169-9, 23. April 2009 (髑髏は知っていた)

### Anime
Aufbauend auf der Handlung der Buchreihe wurde im Auftrage von TMS Entertainment eine 26-teilige Anime-Fernsehserie mit Titel Telepathy Shōjo Ran (テレパシー少女「蘭」) produziert. Erstmals ausgestrahlt wurde die Serie vom 21. Juni bis zum 20. Dezember 2008 auf dem Bildungskanal der NHK. Im Vorspann des Animes wurde der Titel Aoi Kakera (青いかけら) von Chara verwendet. Den Abspann bildete der Titel Polaris no Namida (ポラリスの涙) von Onso9line.

#### Synchronisation
| Rolle         | japanischer Sprecher (Seiyū) |
| ------------- | ---------------------------- |
| Ran Isozaki   | Emiri Katō                   |
| Reina Isozaki | Akemi Okamura                |
| Rui Ayase     | Hiroki Shimowada             |
| Midori Naha   | Kana Ueda                    |
| Rin Isozaki   | Tomokazu Seki                |